# Кричимски манастир
Кричимският манастир „Рождество Богородично“ е български мъжки православен манастир в околностите на град Кричим, България. Манастирът е част от архиерейско наместничество Пловдив, на Пловдивската епархия на Българската православна църква. Храмовият празник на манастира е на Голяма Богородица – 15 август.

## Местоположение
Кричимският манастир е разположен в западнородопския рид Баташки снежник, на левия бряг на река Въча, на около 6 км южно от самия град Кричим. До него може да се стигне с автомобил по първокласния път Кричим – Девин по поречието на Въча. В съседство е Кричимският минерален извор.

## История
Предполага се, че манастирът е основан през ІХ-Х или през ХІІІ век. При потушаването на Априлското въстание (1876 г.) е опожарен. Възобновен е в 1932 г., а от 2006 година е действащ.
В двора му е съхранена голяма каменна плоча от чешма с надпис, разделен в две части с кръст, носен от два птицеобразни змея. Горният надпис гласи: „От богохран(имото) село Бата(к), Вело, Гено, Тено, Анас(тас), Дело“, а долния: „Изволением отца и поспешением сина и совершением (светаго духа), направи се сия чешма в лето 1592 со ктитор Илия при игумена Онуфрия. Бог да прости“. Това е и най-старата ктиторска чешма установена в България. Както и най-старото упоменаване на град Батак.
Манастирът представлява комплекс от еднокорабна и едноапсидна черква, жилищна сграда и красива каменна чешма. В миналото е имал два метоха: в гр. Кричим и в с. Козарско.
Манастирът е обявен за паметник на културата.